# Liga Argentina de Béisbol 2018
La Liga Argentina de Béisbol 2018 es la segunda edición del béisbol en Argentina. Se inició 2 de septiembre con un total de seis equipos de 4 ciudades diferentes. El campeón disputará la Serie Latinoamericana 2019 en representación de Argentina en Veracruz, México.

## Equipos participantes
Estos son los equipos que participaron en el torneo.
| Franquicia       | Club Propietario       | Fundación | Ciudad  | Estadio                         | Aforo |
| ---------------- | ---------------------- | --------- | ------- | ------------------------------- | ----- |
| Águilas de Salta | Club Los Cachorros     | 1982      | Salta   |                                 |       |
| Cóndores         | Arias Béisbol Club     | 2006      | Córdoba | San Martín                      |       |
| Falcons          | Club Dolphins          | 2003      | Córdoba | Dolphin Arena                   |       |
| Infernales       | Popeye Béisbol Club    | 1962      | Salta   | Estadio José Ismael Jesús Gómez |       |
| Pampas           | Atléticos Béisbol Club | 1992      | Salta   | Chachapoya Grand Stadium        |       |
| Pumas            | Club Dolphins          | 1962      | Córdoba | Dolphin Arena                   |       |

## Temporada regular
Disputada en forma de todos contra todos del 2 de septiembre al 12 de noviembre.

### Zona Norte
| Pos | Equipo     | J  | V  | D  | Avg   | PD  |
| --- | ---------- | -- | -- | -- | ----- | --- |
| 1.  | Águilas    | 21 | 12 | 9  | 0.571 | --  |
| 2.  | Infernales | 21 | 11 | 10 | 0,524 | 1,0 |
| 3.  | Pampas     | 21 | 9  | 12 | 0.429 | 3,0 |

### Zona Sur
| Pos | Equipo   | J  | V  | D  | Avg   | PD  |
| --- | -------- | -- | -- | -- | ----- | --- |
| 1.  | Falcons  | 20 | 13 | 7  | 0.650 | --  |
| 2.  | Cóndores | 21 | 13 | 8  | 0.619 | 0,5 |
| 3.  | Pumas    | 20 | 4  | 16 | 0.200 | 9,0 |

|  |                             |
|  | Clasificados a Semifinales. |

## Semifinales
Se disputará del 16 al 18 de noviembre en forma de todos contra todos.
| Pos | Equipo     | V | D | J | Avg   | PD |
| --- | ---------- | - | - | - | ----- | -- |
| 1.  | Falcons    | 3 | 3 | 0 | 1.000 | -- |
| 2.  | Cóndores   | 3 | 2 | 1 | 0.667 | 1  |
| 3.  | Águilas    | 3 | 1 | 2 | 0.333 | 2  |
| 4.  | Infernales | 3 | 0 | 3 | 0.000 | 3  |

|  |                                       |
|  | Clasificados a la eliminatoria Final. |

## Final
Disputado hasta el 25 de noviembre.
| Pos | Equipo              | V | D | J | Avg   | PD  |
| --- | ------------------- | - | - | - | ----- | --- |
| 1.  | Falcons de Córdoba  | 5 | 3 | 2 | 0.600 | --  |
| 2.  | Cóndores de Córdoba | 5 | 2 | 3 | 0.400 | 1,0 |

|  |          |
|  | Campeón. |

|                                          |
| Campeón Falcons de Córdoba Primer título |